# Joanna Jagoda
Joanna Zofia Jagoda – polska prawnik, doktor habilitowany nauk prawnych, profesor nadzwyczajny Uniwersytetu Śląskiego, specjalistka w zakresie prawa administracyjnego i prawa samorządu terytorialnego.

## Życiorys
W 1996 ukończyła studia prawnicze na Wydziale Prawa i Administracji Uniwersytetu Śląskiego. Tam też w 2001 na podstawie napisanej pod kierunkiem Antoniego Agopszowicza rozprawy pt. Odpowiedzialność odszkodowawcza jednostek samorządu terytorialnego według przepisów kodeksu postępowania administracyjnego i ustawy o Naczelnym Sądzie Administracyjnym otrzymała stopień naukowy doktora nauk prawnych w zakresie prawa, specjalność: prawo administracyjne, prawo cywilne. Na tym samym wydziale w 2013 na podstawie dorobku naukowego oraz rozprawy pt. Sądowa ochrona samodzielności jednostek samorządu terytorialnego uzyskała stopień doktora habilitowanego nauk prawnych w zakresie prawa.
Została profesorem Uniwersytetu Śląskiego zatrudnionym na Wydziale Prawa i Administracji w Katedrze Prawa Samorządu Terytorialnego. Pełniła funkcję prodziekana Wydziału Prawa i Administracji Uniwersytetu Śląskiego.